# Capitão Leônidas Marques
Capitão Leônidas Marques là một đô thị thuộc bang Paraná, Brasil. Đô thị này có diện tích 275,748 km², dân số năm 2007 là 13929 người, mật độ 56,2 người/km².